# WWE Night of Champions
WWE Night of Champions é um evento pay-per-view (PPV) de luta profissional e transmissão ao vivo produzido pela WWE, uma promoção de wrestling profissional com sede em Connecticut. O evento inaugural ocorreu em junho de 2007 e foi um crossover com Vengeance intitulado Vengeance: Night of Champions. Em 2008, Vengeance foi substituído por Night of Champions e assumiu o slot PPV de junho. O evento então mudou para julho de 2009 antes de se tornar o PPV anual de setembro a partir de 2010. O conceito de Night of Champions é que todos os campeonatos promovidos na lista principal da WWE são defendidos. Em 2016, Night of Champions foi substituído pelo Clash of Champions com tema semelhante. Após oito anos, Night of Champions foi revivido para ser realizado em maio de 2023, e foi o nono evento que a WWE realizou na Arábia Saudita. O evento não foi realizado em 2024 em favor do King and Queen of the Ring, mas foi revivido em 2025.
Para coincidir com a extensão original da marca WWE (2002–2011), os eventos de 2007 a 2010 apresentaram lutadores das marcas Raw e SmackDown. Os eventos de 2007 a 2009 também apresentaram a marca ECW antes que essa marca fosse dissolvida no início de 2010. Durante a primeira extensão da marca, essas três marcas foram consideradas a lista principal da WWE. A extensão da marca terminou em agosto de 2011, mas foi restabelecida em 2016 com o evento de 2023 apresentando lutadores do Raw e SmackDown.
A partir do evento de 2015, 10 campeonatos diferentes da WWE foram defendidos no Night of Champions. Apenas quatro desses 10 campeonatos foram disputados em todos os eventos até agora. Estes são o Campeonato da WWE (chamado de Campeonato Mundial dos Pesos Pesados da WWE nos eventos de 2014 e 2015), o Campeonato Intercontinental, o Campeonato dos Estados Unidos e o Campeonato de Duplas da WWE. Coincidentemente, estes são os únicos quatro campeonatos ativos em ambos os períodos de divisão da marca, embora o Campeonato de Duplas da WWE tenha sido renomeado para Campeonato de Duplas do Raw em 2016 para coincidir com a segunda extensão da marca que começou naquele ano.

## História
Em 24 de junho de 2007, a World Wrestling Entertainment (WWE) realizou o pay-per-view (PPV) anual Vengeance sob o título Vengeance: Night of Champions. De acordo com o subtítulo, todos os campeonatos da WWE na época foram disputados no evento. No mês de junho seguinte, Vengeance foi substituído por Night of Champions, que posteriormente se tornou um PPV anual e continuou o tema do campeonato. O evento foi transferido para julho de 2009 antes de se tornar o PPV anual de setembro a partir de 2010. Para coincidir com a extensão da marca WWE, os eventos de 2007 a 2009 apresentaram lutadores das marcas Raw, SmackDown e ECW. A ECW foi dissolvida no início de 2010, portanto, o evento de 2010 apresentava apenas Raw e SmackDown antes que a primeira divisão da marca fosse dissolvida em agosto de 2011.
Em abril de 2011, o acrônimo "WWE" tornou-se um inicialismo órfão. Em fevereiro de 2014, a WWE lançou seu serviço de streaming online, o WWE Network, com Night of Champions tornando-se disponível no serviço, além do tradicional PPV. Em 2016, após a reintrodução da marca dividida entre Raw e SmackDown, Night of Champions foi substituído na programação PPV pelo Clash of Champions com tema semelhante.
Em março de 2023, a WWE anunciou que reviveria o evento King of the Ring, mas renomeado como "King and Queen of the Ring", que também substituiria o evento Hell in a Cell. No entanto, em 13 de abril, foi revelado que a WWE decidiu descartar esse renascimento e, em vez disso, realizaria o Night of Champions, revivendo assim o evento Night of Champions. De acordo com Mike Johnson do PWInsider, esta foi uma escolha criativa para reviver e trazer Night of Champions para um mercado internacional. Também foi relatado que a mudança foi para agradar os parceiros de negócios na Arábia Saudita e adicionar intriga ao show com a coroação de um novo campeão mundial. O evento aconteceu no sábado, 27 de maio de 2023, em Gidá, Arábia Saudita e foi o nono evento que a WWE realizou na Arábia Saudita em apoio ao Saudi Vision 2030 em uma parceria iniciada em 2018. Este também foi o primeiro Night of Champions para transmissão ao vivo no Peacock nos Estados Unidos devido à fusão da versão americana da WWE Network com o Peacock em março de 2021. Este foi também o primeiro Night of Champions a ser realizada na Arábia Saudita, o primeiro realizado em um sábado e o primeiro realizado em maio.

## Conceito
O conceito de Night of Champions é que todos os campeonatos promovidos no plantel principal da WWE são defendidos. Originalmente, o tema era que todos os campeonatos ativos promovidos pela WWE eram defendidos, mas após o estabelecimento do NXT como o território de desenvolvimento da promoção em 2012, que introduziu seu próprio conjunto de campeonatos, o tema de 2012 em diante era que apenas os campeonatos principais da WWE eram defendido. Em 2010, partidas sem título começaram a ser incluídas no card, pois menos campeonatos se tornaram disponíveis devido à WWE unificar vários títulos que eventualmente levaram à dissolução da primeira extensão de marca em agosto de 2011, após o título final unificação em dezembro de 2013, a WWE tinha apenas cinco títulos em sua lista principal até o evento de 2015. Com a reintrodução da divisão da marca em 2016, Raw e SmackDown têm cada um quatro campeonatos com outro título que é compartilhado entre as marcas. A partir do evento de 2015, 10 campeonatos diferentes da WWE foram defendidos no Night of Champions.
| Ano  | WWE | Mundial dos Pesos Pesados | ECW | Intercontinental | Estados Unidos | Mundial de Duplas | Duplas da WWE | Feminino | Divas | Peso Médio |
| ---- | --- | ------------------------- | --- | ---------------- | -------------- | ----------------- | ------------- | -------- | ----- | ---------- |
| 2007 | Sim | Sim                       | Sim | Sim              | Sim            | Sim               | Sim           | Sim      | Não   | Sim        |
| 2008 | Sim | Sim                       | Sim | Sim              | Sim            | Sim               | Sim           | Sim      | Não   | Não        |
| 2009 | Sim | Sim                       | Sim | Sim              | Sim            | Sim               | Sim           | Sim      | Sim   | Não        |
| 2010 | Sim | Sim                       | Não | Sim              | Sim            | Não               | Sim           | Sim      | Sim   | Não        |
| 2011 | Sim | Sim                       | Não | Sim              | Sim            | Não               | Sim           | Não      | Sim   | Não        |
| 2012 | Sim | Sim                       | Não | Sim              | Sim            | Não               | Sim           | Não      | Sim   | Não        |
| 2013 | Sim | Sim                       | Não | Sim              | Sim            | Não               | Sim           | Não      | Sim   | Não        |
| 2014 | Sim | Não                       | Não | Sim              | Sim            | Não               | Sim           | Não      | Sim   | Não        |
| 2015 | Sim | Não                       | Não | Sim              | Sim            | Não               | Sim           | Não      | Sim   | Não        |

Notes
- O evento de 2007, que foi intitulado Vengeance: Night of Champions, foi o único evento Night of Champions a apresentar o original Campeonato Cruiserweight da WWE, já que o título foi desativado em setembro do mesmo ano.
- O Campeonato das Divas da WWE foi estabelecido logo após o evento de 2008. No evento de 2010, o original Campeonato Feminino da WWE foi unificado com o Campeonato das Divas, aposentando assim o Campeonato Feminino em favor da continuação do Campeonato das Divas, que muito brevemente ficou conhecido como Campeonato Unificado das Divas da WWE.
- Em 2009, o Campeonato Mundial de Duplas e o Campeonato de Duplas da WWE foram unificados como o Campeonato Unificado de Duplas da WWE, mas permaneceram ativos de forma independente até o Campeonato Mundial de Duplas foi descontinuado pouco antes do evento de 2010 em favor da continuação do Campeonato de Duplas da WWE, que derrubou o apelido "unificado".
- Em fevereiro de 2010, a marca ECW foi dissolvida, desativando o Campeonato da ECW junto com ela.
- Em dezembro de 2013, o Campeonato Mundial dos Pesos Pesados foi unificado no Campeonato da WWE, aposentando o Campeonato Mundial dos Pesos Pesados enquanto o Campeonato da WWE ficou conhecido como Campeonato Mundial dos Pesos Pesados da WWE.

## Eventos
| 1                                                 | Vengeance: Night of Champions | 24 de junho de 2007    | Houston, Texas          | Toyota Center            | John Cena (c) vs. Mick Foley vs. Bobby Lashley vs. Randy Orton vs. King Booker em um Five-Pack Challenge pelo Campeonato da WWE              | [ 1 ] [ 13 ] |
| 2                                                 | Night of Champions (2008)     | 29 de junho de 2008    | Dallas, Texas           | American Airlines Center | Triple H (c) vs. John Cena pelo Campeonato da WWE                                                                                            | [ 2 ]        |
| 3                                                 | Night of Champions (2009)     | 26 de julho de 2009    | Filadélfia, Pensilvânia | Wachovia Center          | CM Punk (c) vs. Jeff Hardy pelo Campeonato Mundial dos Pesos Pesados                                                                         |              |
| 4                                                 | Night of Champions (2010)     | 19 de setembro de 2010 | Rosemont, Illinois      | Allstate Arena           | Sheamus (c) vs. Wade Barrett vs. Chris Jericho vs. Edge vs. Randy Orton vs. John Cena em um luta Six-Pack Elimination pelo Campeonato da WWE |              |
| 5                                                 | Night of Champions (2011)     | 18 de setembro de 2011 | Búfalo, Nova York       | First Niagara Center     | Triple H vs. CM Punk em uma luta Sem Desclassificação                                                                                        | [ 3 ]        |
| 6                                                 | Night of Champions (2012)     | 16 de setembro de 2012 | Boston, Massachusetts   | TD Garden                | CM Punk (c) vs. John Cena pelo Campeonato da WWE                                                                                             | [ 10 ]       |
| 7                                                 | Night of Champions (2013)     | 15 de setembro de 2013 | Detroit, Michigan       | Joe Louis Arena          | Randy Orton (c) vs. Daniel Bryan pelo Campeonato da WWE                                                                                      | [ 11 ]       |
| 8                                                 | Night of Champions (2014)     | 21 de setembro de 2014 | Nashville, Tennessee    | Bridgestone Arena        | Brock Lesnar (c) vs. John Cena pelo Campeonato Mundial do Pesos Pesados da WWE                                                               | [ 5 ]        |
| 9                                                 | Night of Champions (2015)     | 20 de setembro de 2015 | Houston, Texas          | Toyota Center            | Seth Rollins (c) vs. Sting pelo Campeonato Mundial do Pesos Pesados da WWE                                                                   | [ 12 ]       |
| 10                                                | Night of Champions (2023)     | 27 de maio de 2023     | Gidá, Arábia Saudita    | Jeddah Super Dome        | Kevin Owens e Sami Zayn (c) vs The Bloodline (Roman Reigns e Solo Sikoa) pelo Campeonato Indiscutível de Duplas da WWE                       | [ 9 ]        |
| 11                                                | Night of Champions (2025)     | 28 de junho de 2025    | Riade, Arábia Saudita   | Kingdom Arena            | John Cena (c) vs. CM Punk pelo Campeonato Indiscutível da WWE                                                                                | [ 14 ]       |
| (c) – refere-se ao(s) campeão(s) indo para a luta |                               |                        |                         |                          | |              |